# Exochus mirus
Exochus mirus är en stekelart som beskrevs av Valentina I. Tolkanitz 2003. Exochus mirus ingår i släktet Exochus och familjen brokparasitsteklar. Inga underarter finns listade i Catalogue of Life.